# Richard Pohl

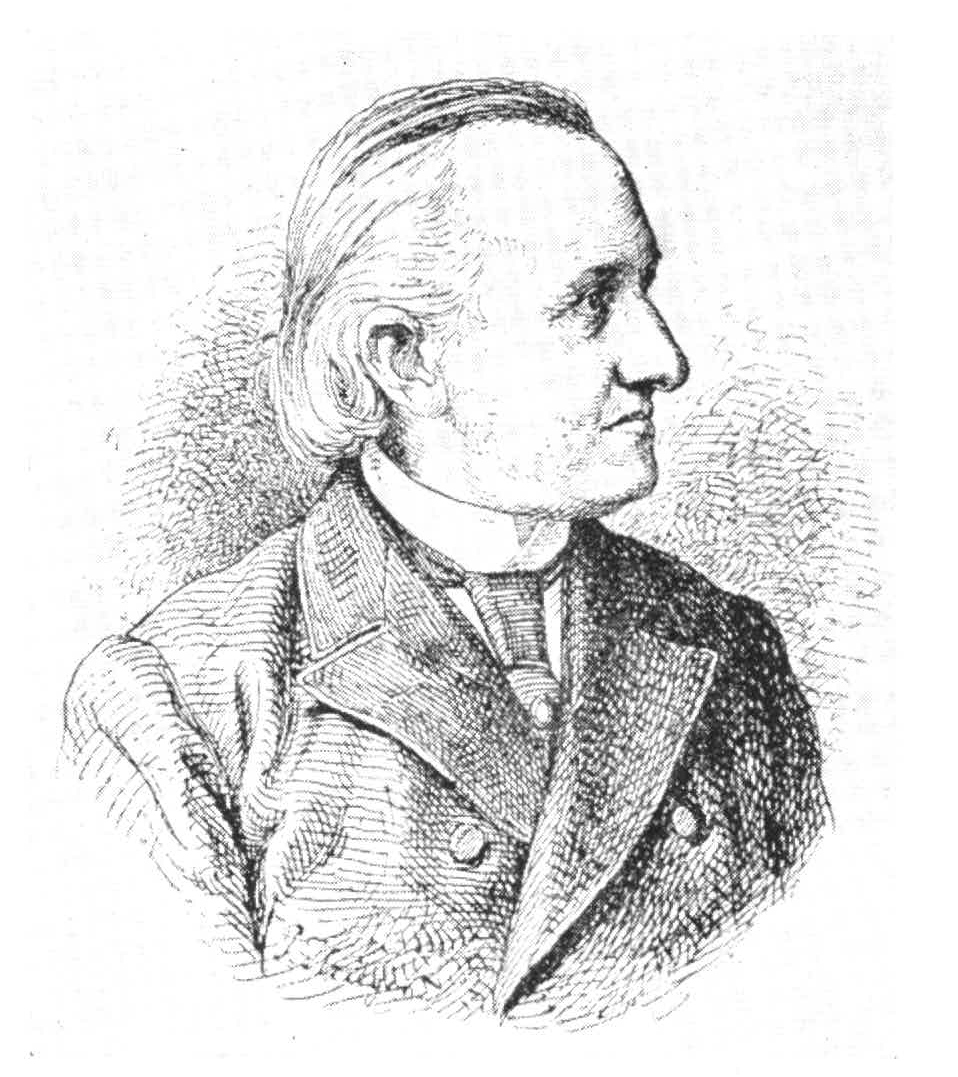
Tuschezeichnung von P. Krieger

Richard Pohl (* 12. September 1826 in Leipzig; † 17. Dezember 1896 in Baden-Baden) war ein Komponist und Musikschriftsteller.

## Leben
Pohl studierte auf den polytechnischen Schulen in Chemnitz und Karlsruhe Mathematik und Mechanik, dann auf den Universitäten Göttingen und Leipzig Philosophie und bildete sich zugleich im Verkehr mit bedeutenden Musikern zu einem geachteten Musikkritiker aus.
Nach kurzer Lehrtätigkeit in Graz ließ er sich 1852 in Dresden, zwei Jahre darauf, durch Franz Liszt angezogen, in Weimar nieder und wirkte dort bis 1863, als er sich, nachdem Liszt seine weimarische Tätigkeit endgültig abgeschlossen hatte, nach Baden-Baden wandte.
Hier förderte er als Redakteur zweier Zeitungen kräftig das geistige Leben, namentlich die musikalischen Zustände; mit besonderem Eifer und Erfolg war er bestrebt, die sogenannte neudeutsche Schule in ihren ihm seit frühester Zeit persönlich befreundeten und geistesverwandten Vertretern Richard Wagner und Liszt zur Anerkennung zu bringen.

## Werke

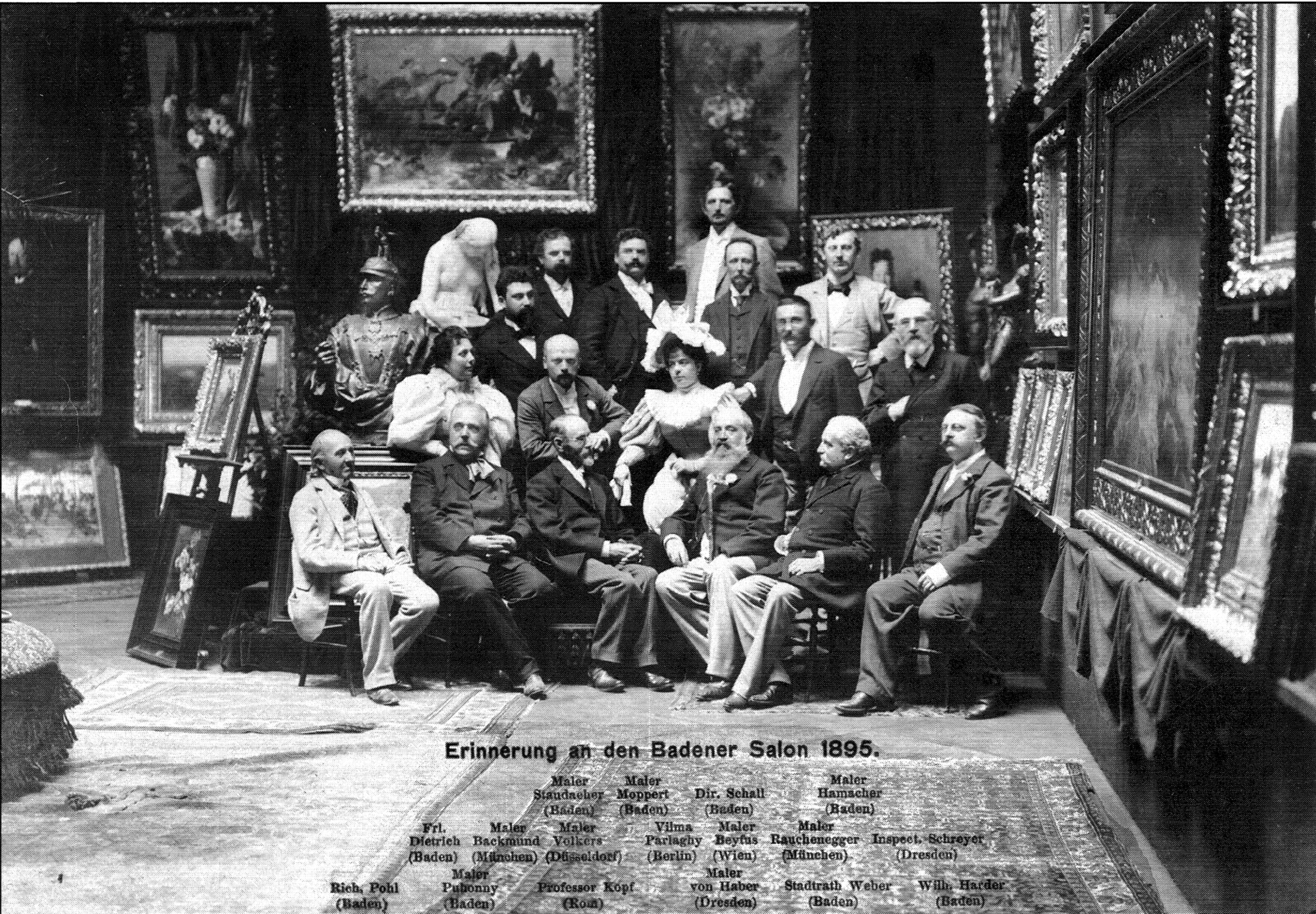
Richard Pohl vorne links mit den Malern des Badener Salons im Jahre 1895.

An größeren literarischen Arbeiten veröffentlichte Pohl:
- Akustische Briefe für Musiker und Musikfreunde (Leipzig 1853)
- Musikalische Leiden, Lustspiel (1856)
- Gedichte (Weimar 1859; 2. Auflage, Baden 1883), verbindende Dichtungen zu Schumanns Manfred (1860) und Liszts Prometheus
- Bayreuther Erinnerungen (Leipzig 1877)
- Autobiographisches (Leipzig 1881)
- Richard Wagner (in Waldersees Musikalischen Vorträgen, Leipzig 1883)
- Richard Wagner, Studien und Kritiken (Leipzig 1883)
- Franz Liszt (Leipzig 1883)
- Hektor Berlioz. Studien und Erinnerungen (Leipzig 1884)
- Die Höhenzüge der musikalischen Entwickelung (Leipzig 1888)

Ferner gab er die Monatsschrift Anregungen für Kunst und Wissenschaft (mit Franz Brendel, Weimar 1856–60) sowie eine Übersetzung von Berlioz’ Gesammelten Schriften (Leipzig 1864, 4 Bände) heraus.
Pohl war auch derjenige, der mit der Übersetzung der Oper Samson et Dalila von Camille Saint-Saëns entscheidend zu ihrem Erfolg beitrug.

## Familie
Seine Gattin Johanna (geborene Eyth, * 19. März 1824), eine Harfenistin, starb am 25. November 1870 als großherzoglich weimarische Kammervirtuosin.